# ウェビナーマーケティング
ウェビナーマーケティング (webinar marketing) とは、リードジェネレーション・ナーチャリング・アップセル・カスタマーサクセス等のマーケティング業務から営業プロセスの至るところにウェビナーを組み込むことで、顧客エンゲージメントを高め、LTV（Life Time Value：顧客生涯価値）の最大化を図るマーケティング手法のことである。

## 解説
匿名性のある状態でウェビナーを開催するのではなく、CRM等の会員管理システムと関連付けてウェビナー参加者の視聴状況を蓄積し、顧客の興味・関心に合わせたウェビナーを提供する。